# Golden Globe Award/Bester Film – Drama
Gewinner und nominierte Kinoproduktionen für den Golden Globe Award in der Kategorie Bester Film – Drama (Best Motion Picture – Drama), die die herausragendsten Spielfilme des vergangenen Kalenderjahres prämiert. Die Kategorie wurde im Jahr 1951 ins Leben gerufen. Von 1944 bis 1950 vergab die Hollywood Foreign Press Association (HFPA) einen Filmpreis (Best Picture) ohne Unterteilung nach Filmgenre. Die Auszeichnung geht an die Filmproduktionsgesellschaft beziehungsweise den US-amerikanischen Filmverleih.
Die Laufzeit der Filme muss nach aktuellen Regularien mindestens 70 Minuten betragen. Die Produktionen müssen sieben Tage im der Verleihung vorangegangenen Jahr im Großraum Los Angeles gezeigt worden sein. Gleichzeitig muss der Film in Spezialaufführungen den Mitgliedern der Hollywood Foreign Press Association zugänglich gemacht werden (ein regulärer Kinostart oder eine Pressevorführung zu der die Mitglieder eingeladen werden, erfüllt ebenfalls diese Bedingung). Musicals sollen als Komödie oder Drama definiert werden, in denen Songs anstatt gesprochener Dialog verwendet wird, um die Handlung voranzutreiben. Spielfilme mit einem Anteil von wenigstens 51 Prozent an nicht-englischsprachigen Dialog oder höher dürfen nur in der Kategorie Bester fremdsprachiger Film nominiert werden.
40 Mal wurde das beste Filmdrama später mit dem Oscar ausgezeichnet, zuletzt 2024 geschehen, mit der Preisvergabe an Christopher Nolans’ Oppenheimer.
Steven Spielberg ist der Regisseur, dessen Filme die erfolgreichsten in dieser Kategorie wurden: Mit E.T. – Der Außerirdische (1983), Schindlers Liste (1994), Der Soldat James Ryan (1999) und Die Fabelmans (2023) gewannen vier seiner Filme das Beste Filmdrama.
| Statistik                          | Titel / Jahr der Verleihung              | Anzahl | Kategorien |
| ---------------------------------- | ---------------------------------------- | ------ | --- |
| Häufigste Auszeichnungen           | 12 Uhr nachts – Midnight Express (1979)  | 6      | Bester Film – Drama, Bestes Drehbuch, Bester Nebendarsteller, Bester Nachwuchsdarsteller, Beste Nachwuchsdarstellerin, Beste Filmmusik                              |
| Häufigste Auszeichnungen           | Einer flog über das Kuckucksnest (1976)  | 6      | Bester Film – Drama, Beste Regie, Bestes Drehbuch, Bester Hauptdarsteller – Drama, Beste Hauptdarstellerin – Drama, Bester Nachwuchsdarsteller                      |
| Häufigste Nominierungen (* = Sieg) | Nashville (1976)                         | 11     | Bester Film – Drama, Beste Regie, Bestes Drehbuch, Bester Nebendarsteller, Beste Nebendarstellerin (4×), Beste Nachwuchsdarstellerin (2×), Bester Filmsong*         |
| Häufigste Nominierungen ohne Sieg  | Wer hat Angst vor Virginia Woolf? (1967) | 7      | Bester Film – Drama, Bester Hauptdarsteller – Drama, Beste Hauptdarstellerin – Drama, Beste Regie, Bestes Drehbuch, Bester Nebendarsteller, Beste Nebendarstellerin |
| Häufigste Nominierungen ohne Sieg  | Der Pate III (1991)                      | 7      | Bester Film – Drama, Bester Hauptdarsteller – Drama, Beste Regie, Bestes Drehbuch, Bester Nebendarsteller, Beste Filmmusik, Bester Filmsong                         |

| Anm: | 1. |

Die unten aufgeführten Filme werden mit ihrem deutschen Verleihtitel (sofern ermittelbar) angegeben, danach folgt in Klammern in kursiver Schrift der Originaltitel und der Name des Regisseurs. Die Nennung des Originaltitels entfällt, wenn deutscher und Originaltitel identisch sind. Die Gewinner stehen hervorgehoben an erster Stelle. Mit einem * gekennzeichnet sind Filmproduktionen, die später den Oscar als Bester Film des Jahres gewannen.

## 1940er Jahre
1944
Das Lied von Bernadette (The Song of Bernadette) – Regie: Henry King

1945
Der Weg zum Glück* (Going My Way) – Regie: Leo McCarey

1946
Das verlorene Wochenende* (The Lost Weekend) – Regie: Billy Wilder

1947
Die besten Jahre unseres Lebens* (The Best Years of Our Lives) – Regie: William Wyler

1948
Tabu der Gerechten* (Gentleman's Agreement) – Regie: Elia Kazan

1949
Der Schatz der Sierra Madre (The Treasure of the Sierra Madre) – Regie: John Huston

Schweigende Lippen (Johnny Belinda) – Regie: Jean Negulesco

## 1950er Jahre
1950
Der Mann, der herrschen wollte* (All the King's Men) – Regie: Robert Rossen
- …und der Himmel lacht dazu (Come to the Stable) – Regie: Henry Koster

1951
Boulevard der Dämmerung (Sunset Boulevard) – Regie: Billy Wilder
- Alles über Eva* (All About Eve) – Regie: Joseph L. Mankiewicz
- Die ist nicht von gestern (Born Yesterday) – Regie: George Cukor
- Der letzte Musketier (Cyrano de Bergerac) – Regie: Michael Gordon
- Mein Freund Harvey (Harvey) – Regie: Henry Koster

1952
Ein Platz an der Sonne (A Place in the Sun) – Regie: George Stevens
- Endstation Sehnsucht (A Streetcar Named Desire) – Regie: Elia Kazan
- Polizeirevier 21 (Detective Story) – Regie: William Wyler
- Quo vadis? (Quo Vadis) – Regie: Mervyn LeRoy
- Sieg über das Dunkel (Bright Victory) – Regie: Mark Robson

1953
Die größte Schau der Welt* (The Greatest Show on Earth) – Regie: Cecil B. DeMille
- Ich bin ein Atomspion (The Thief) – Regie: Russell Rouse
- Kehr zurück, kleine Sheba (Come Back, Little Sheba) – Regie: Daniel Mann
- Mein Sohn entdeckt die Liebe (The Happy Time) – Regie: Richard Fleischer
- Zwölf Uhr mittags (High Noon) – Regie: Fred Zinnemann

1954
Das Gewand (The Robe) – Regie: Henry Koster

1955
Die Faust im Nacken* (On the Waterfront) – Regie: Elia Kazan

1956
Jenseits von Eden (East of Eden) – Regie: Elia Kazan

1957
In 80 Tagen um die Welt* (Around the World in Eighty Days) – Regie: Michael Anderson
- Giganten (Giant) – Regie: George Stevens
- Krieg und Frieden (War and Peace) – Regie: King Vidor
- Der Regenmacher (The Rainmaker) – Regie: Joseph Anthony
- Vincent van Gogh – Ein Leben in Leidenschaft (Lust for Life) – Regie: Vincente Minnelli

1958
Die Brücke am Kwai* (The Bridge on the River Kwai) – Regie: David Lean
- Die zwölf Geschworenen (12 Angry Men) – Regie: Sidney Lumet
- Sayonara – Regie: Joshua Logan
- Wild ist der Wind (Wild Is the Wind) – Regie: George Cukor
- Zeugin der Anklage (Witness for the Prosecution) – Regie: Billy Wilder

1959
Flucht in Ketten (The Defiant Ones) – Regie: Stanley Kramer
- Bevor die Nacht anbricht (Home Before Dark) – Regie: Mervyn LeRoy
- Getrennt von Tisch und Bett (Separate Tables) – Regie: Delbert Mann
- Die Katze auf dem heißen Blechdach (Cat on a Hot Tin Roof) – Regie: Richard Brooks
- Laßt mich leben (I Want to Live!) – Regie: Robert Wise

## 1960er Jahre
1960
Ben Hur* (Ben-Hur) – Regie: William Wyler
- Anatomie eines Mordes (Anatomy of a Murder) – Regie: Otto Preminger
- Geschichte einer Nonne (The Nun's Story) – Regie: Fred Zinnemann
- Das letzte Ufer (On the Beach) – Regie: Stanley Kramer
- Das Tagebuch der Anne Frank (The Diary of Anne Frank)

1961
Spartacus – Regie: Stanley Kubrick
- Elmer Gantry – Regie: Richard Brooks
- Söhne und Liebhaber (Sons and Lovers) – Regie: Jack Cardiff
- Sunrise at Campobello – Regie: Vincent J. Donehue
- Wer den Wind sät (Inherit the Wind) – Regie: Stanley Kramer

1962
Die Kanonen von Navarone (The Guns of Navarone) – Regie: J. Lee Thompson
- El Cid – Regie: Anthony Mann
- Fanny – Regie: Joshua Logan
- Fieber im Blut (Splendor in the Grass) – Regie: Elia Kazan
- Urteil von Nürnberg (Judgment at Nuremberg) – Regie: Stanley Kramer

1963
Lawrence von Arabien* (Lawrence of Arabia) – Regie: David Lean
- Der Chapman-Report (The Chapman Report) – Regie: George Cukor
- Die Tage des Weines und der Rosen (Days of Wine and Roses) – Regie: Blake Edwards
- Freud – Regie: John Huston
- Hemingways Abenteuer eines jungen Mannes (Hemingway's Adventures of a Young Man) – Regie: Martin Ritt
- Der Inspektor (The Inspector) – Regie: Philip Dunne
- Der längste Tag (The Longest Day) – Regie: Ken Annakin, Andrew Marton, Gerd Oswald und Bernhard Wicki
- Licht im Dunkel (The Miracle Worker) – Regie: Arthur Penn
- Meuterei auf der Bounty (Mutiny on the Bounty) – Regie: Lewis Milestone
- Wer die Nachtigall stört (To Kill a Mockingbird) – Regie: Robert Mulligan

1964
Der Kardinal (The Cardinal) – Regie: Otto Preminger
- Captain Newman (Captain Newman, M.D.) – Regie: David Miller
- Cleopatra – Regie: Joseph L. Mankiewicz
- Frauen, die nicht lieben dürfen (The Caretakers) – Regie: Hall Bartlett
- Gesprengte Ketten (The Great Escape) – Regie: John Sturges
- Lilien auf dem Felde (Lilies of the Field) – Regie: Ralph Nelson
- Die Unbezwingbaren (America, America) – Regie: Elia Kazan
- Der Wildeste unter Tausend (Hud) – Regie: Martin Ritt

1965
Becket – Regie: Peter Glenville
- Alexis Sorbas (Alexis Zorbas) – Regie: Michael Cacoyannis
- Die Frau seines Herzens (Dear Heart) – Regie: Delbert Mann
- Das Haus im Kreidegarten (The Chalk Garden) – Regie: Ronald Neame
- Die Nacht des Leguan (The Night of the Iguana) – Regie: John Huston

1966
Doktor Schiwago (Doctor Zhivago) – Regie: David Lean
- Der Fänger (The Collector) – Regie: William Wyler
- Der Flug des Phoenix (The Flight of the Phoenix) – Regie: Robert Aldrich
- Das Narrenschiff (Ship of Fools) – Regie: Stanley Kramer
- Träumende Lippen (A Patch of Blue) – Regie: Guy Green

1967
Ein Mann zu jeder Jahreszeit* (A Man For All Seasons) – Regie: Fred Zinnemann
- Frei geboren – Königin der Wildnis (Born Free) – Regie: James Hill
- Die gefürchteten Vier (The Professionals) – Regie: Richard Brooks
- Kanonenboot am Yangtse-Kiang (The Sand Pebbles) – Regie: Robert Wise
- Wer hat Angst vor Virginia Woolf? (Who's Afraid of Virginia Woolf?) – Regie: Mike Nichols

1968
In der Hitze der Nacht* (In the Heat of the Night) – Regie: Norman Jewison
- Bonnie und Clyde (Bonnie and Clyde) – Regie: Arthur Penn
- Die Herrin von Thornhill (Far from the Madding Crowd) – Regie: John Schlesinger
- Kaltblütig (In Cold Blood) – Regie: Richard Brooks
- Rat mal, wer zum Essen kommt (Guess Who's Coming to Dinner) – Regie: Stanley Kramer

1969
Der Löwe im Winter (The Lion in Winter) – Regie: Anthony Harvey
- Charly – Regie: Ralph Nelson
- Das Herz ist ein einsamer Jäger (The Heart Is a Lonely Hunter) – Regie: Robert Ellis Miller
- In den Schuhen des Fischers (The Shoes of the Fisherman) – Regie: Michael Anderson
- Ein Mann wie Hiob (The Fixer) – Regie: John Frankenheimer

## 1970er Jahre
1970
Königin für tausend Tage (Anne of the Thousand Days) – Regie: Charles Jarrott
- Asphalt-Cowboy* (Midnight Cowboy) – Regie: John Schlesinger
- Die besten Jahre der Miss Jean Brodie (The Prime of Miss Jean Brodie) – Regie: Ronald Neame
- Nur Pferden gibt man den Gnadenschuß (They Shoot Horses, Don't They?) – Regie: Sydney Pollack
- Zwei Banditen (Butch Cassidy and the Sundance Kid) – Regie: George Roy Hill

1971
Love Story – Regie: Arthur Hiller
- Airport – Regie: George Seaton
- Five Easy Pieces – Ein Mann sucht sich selbst (Fieve Easy Pieces) – Regie: Bob Rafelson
- Kein Lied für meinen Vater (I Never Sang for My Father) – Regie: Gilbert Cates
- Patton – Rebell in Uniform* (Patton) – Regie: Franklin J. Schaffner

1972
Brennpunkt Brooklyn* (The French Connection) – Regie: William Friedkin
- Die letzte Vorstellung (The Last Picture Show) – Regie: Peter Bogdanovich
- Maria Stuart, Königin von Schottland (Mary, Queen of Scots) – Regie: Charles Jarrott
- Sommer ’42 (Summer of ’42) – Regie: Robert Mulligan
- Uhrwerk Orange (A Clockwork Orange) – Regie: Stanley Kubrick

1973
Der Pate* (The Godfather) – Regie: Francis Ford Coppola
- Beim Sterben ist jeder der Erste (Deliverance) – Regie: John Boorman
- Frenzy – Regie: Alfred Hitchcock
- Die Höllenfahrt der Poseidon (The Poseidon Adventure) – Regie: Ronald Neame
- Mord mit kleinen Fehlern (Sleuth) – Regie: Joseph L. Mankiewicz

1974
Der Exorzist (The Exorcist) – Regie: William Friedkin
- Der letzte Tango in Paris (Ultimo tango a Parigi) – Regie: Bernardo Bertolucci
- Save the Tiger – Regie: John G. Avildsen
- Der Schakal (The Day of the Jackal) – Regie: Fred Zinnemann
- Serpico – Regie: Sidney Lumet
- Zapfenstreich (Cinderella Liberty) – Regie: Mark Rydell

1975
Chinatown – Regie: Roman Polański
- Der Dialog (The Conversation) – Regie: Francis Ford Coppola
- Erdbeben (Earthquake) – Regie: Mark Robson
- Eine Frau unter Einfluß (A Woman Under the Influence) – Regie: John Cassavetes
- Der Pate – Teil II* (The Godfather Part II) – Regie: Francis Ford Coppola

1976
Einer flog über das Kuckucksnest* (One Flew Over the Cuckoo's Nest) – Regie: Miloš Forman
- Barry Lyndon – Regie: Stanley Kubrick
- Hundstage (Dog Day Afternoon) – Regie: Sidney Lumet
- Nashville – Regie: Robert Altman
- Der weiße Hai (Jaws) – Regie: Steven Spielberg

1977
Rocky* – Regie: John G. Avildsen
- Dieses Land ist mein Land (Bound for Glory) – Regie: Hal Ashby
- Network – Regie: Sidney Lumet
- Reise der Verdammten (Voyage of the Damned) – Regie: Stuart Rosenberg
- Die Unbestechlichen (All the President's Men) – Regie: Alan J. Pakula

1978
Am Wendepunkt (The Turning Point) – Regie: Herbert Ross
- Ich hab’ dir nie einen Rosengarten versprochen (I Never Promised You a Rose Garden) – Regie: Anthony Page
- Julia – Regie: Fred Zinnemann
- Krieg der Sterne (Star Wars) – Regie: George Lucas
- Unheimliche Begegnung der dritten Art (Close Encounters of the Third Kind) – Regie: Steven Spielberg

1979
12 Uhr nachts – Midnight Express (Midnight Express) – Regie: Alan Parker
- Coming Home – Sie kehren heim (Coming Home) – Regie: Hal Ashby
- Die durch die Hölle gehen* (The Deer Hunter) – Regie: Michael Cimino
- Eine entheiratete Frau (An Unmarried Woman) – Regie: Paul Mazursky
- In der Glut des Südens (Days of Heaven) – Regie: Terrence Malick

## 1980er Jahre
1980
Kramer gegen Kramer* (Kramer vs. Kramer) – Regie: Robert Benton
- Apocalypse Now – Regie: Francis Ford Coppola
- Das China-Syndrom (The China Syndrome) – Regie: James Bridges
- Manhattan – Regie: Woody Allen
- Norma Rae – Eine Frau steht ihren Mann (Norma Rae) – Regie: Martin Ritt

1981
Eine ganz normale Familie* (Ordinary People) – Regie: Robert Redford
- Der Elefantenmensch (The Elephant Man) – Regie: David Lynch
- Der lange Tod des Stuntman Cameron (The Stunt Man) – Regie: Richard Rush
- The Ninth Configuration – Regie: William Peter Blatty
- Wie ein wilder Stier (Raging Bull) – Regie: Martin Scorsese

1982
Am goldenen See (On Golden Pond) – Regie: Mark Rydell
- Die Geliebte des französischen Leutnants (The French Lieutenant's Woman) – Regie: Karel Reisz
- Prince of the City – Regie: Sidney Lumet
- Ragtime – Regie: Miloš Forman
- Reds – Regie: Warren Beatty

1983
E. T. – Der Außerirdische (E.T. the Extra-Terrestrial) – Regie: Steven Spielberg
- Ein Offizier und Gentleman (An Officer and a Gentleman) – Regie: Taylor Hackford
- Sophies Entscheidung (Sophie’s Choice) – Regie: Alan J. Pakula
- The Verdict – Die Wahrheit und nichts als die Wahrheit (The Verdict) – Regie: Sidney Lumet
- Vermisst (Missing) – Regie: Constantin Costa-Gavras

1984
Zeit der Zärtlichkeit* (Terms of Endearment) – Regie: James L. Brooks
- Comeback der Liebe (Tender Mercies) – Regie: Bruce Beresford
- Ruben, Ruben (Reuben, Reuben) – Regie: Robert Ellis Miller
- Silkwood – Regie: Mike Nichols
- Der Stoff, aus dem die Helden sind (The Right Stuff) – Regie: Philip Kaufman

1985
Amadeus* – Regie: Miloš Forman
- Cotton Club (The Cotton Club) – Regie: Francis Ford Coppola
- The Killing Fields – Schreiendes Land (The Killing Fields) – Regie: Roland Joffé
- Ein Platz im Herzen (Places in the Heart) – Regie: Robert Benton
- Sergeant Waters – Eine Soldatengeschichte (A Soldier's Story) – Regie: Norman Jewison

1986
Jenseits von Afrika* (Out of Africa) – Regie: Sydney Pollack
- Der einzige Zeuge (Witness) – Regie: Peter Weir
- Expreß in die Hölle (Runaway Train) – Regie: Andrej Michalkow-Kontschalowski
- Die Farbe Lila (The Color Purple) – Regie: Steven Spielberg
- Kuß der Spinnenfrau (Kiss of the Spider Woman) – Regie: Héctor Babenco

1987
Platoon* – Regie: Oliver Stone
- Gottes vergessene Kinder (Children of a Lesser God) – Regie: Randa Haines
- Mission (The Mission) – Regie: Roland Joffé
- Mona Lisa – Regie: Neil Jordan
- Stand by Me – Das Geheimnis eines Sommers (Stand by Me) – Regie: Rob Reiner
- Zimmer mit Aussicht (A Room with a View) – Regie: James Ivory

1988
Der letzte Kaiser* (The Last Emperor) – Regie: Bernardo Bertolucci
- La Bamba – Regie: Luis Valdez
- Nuts… Durchgedreht (Nuts) – Regie: Martin Ritt
- Das Reich der Sonne (Empire of the Sun) – Regie: Steven Spielberg
- Schrei nach Freiheit (Cry Freedom) – Regie: Richard Attenborough
- Eine verhängnisvolle Affäre (Fatal Attraction) – Regie: Adrian Lyne

1989
Rain Man* – Regie: Barry Levinson
- Die Flucht ins Ungewisse (Running on Empty) – Regie: Sidney Lumet
- Gorillas im Nebel (Gorillas in the Mist: The Story of Dian Fossey) – Regie: Michael Apted
- Mississippi Burning – Die Wurzel des Hasses (Mississippi Burning) – Regie: Alan Parker
- Die Reisen des Mr. Leary (The Accidental Tourist) – Regie: Lawrence Kasdan
- Ein Schrei in der Dunkelheit (A Cry in the Dark) – Regie: Fred Schepisi
- Die unerträgliche Leichtigkeit des Seins (The Unbearable Lightness of Being) – Regie: Philip Kaufman

## 1990er Jahre
1990
Geboren am 4. Juli (Born on the Fourth of July) – Regie: Oliver Stone
- Der Club der toten Dichter (Dead Poets Society) – Regie: Peter Weir
- Do the Right Thing – Regie: Spike Lee
- Glory – Regie: Edward Zwick
- Verbrechen und andere Kleinigkeiten (Crimes and Misdemeanors) – Regie: Woody Allen

1991
Der mit dem Wolf tanzt* (Dances with Wolves) – Regie: Kevin Costner
- Die Affäre der Sunny von B. (Reversal of Fortune) – Regie: Barbet Schroeder
- Avalon – Regie: Barry Levinson
- GoodFellas – Drei Jahrzehnte in der Mafia (Goodfellas) – Regie: Martin Scorsese
- Der Pate III (The Godfather Part III) – Regie: Francis Ford Coppola

1992
Bugsy – Regie: Barry Levinson
- Herr der Gezeiten (The Prince of Tides) – Regie: Barbra Streisand
- JFK – Tatort Dallas (JFK) – Regie: Oliver Stone
- Das Schweigen der Lämmer* (The Silence of the Lambs) – Regie: Jonathan Demme
- Thelma & Louise – Regie: Ridley Scott

1993
Der Duft der Frauen (Scent of a Woman) – Regie: Martin Brest
- The Crying Game – Regie: Neil Jordan
- Erbarmungslos* (Unforgiven) – Regie: Clint Eastwood
- Eine Frage der Ehre (A Few Good Men) – Regie: Rob Reiner
- Wiedersehen in Howards End (Howards End) – Regie: James Ivory

1994
Schindlers Liste* (Schindler's List) – Regie: Steven Spielberg
- Im Namen des Vaters (In the Name of the Father) – Regie: Jim Sheridan
- Das Piano (The Piano) – Regie: Jane Campion
- Was vom Tage übrig blieb (The Remains of the Day) – Regie: James Ivory
- Zeit der Unschuld (The Age of Innocence) – Regie: Martin Scorsese

1995
Forrest Gump* – Regie: Robert Zemeckis
- Legenden der Leidenschaft (Legends of the Fall) – Regie: Edward Zwick
- Nell – Regie: Michael Apted
- Pulp Fiction – Regie: Quentin Tarantino
- Quiz Show – Regie: Robert Redford

1996
Sinn und Sinnlichkeit (Sense and Sensibility) – Regie: Ang Lee
- Apollo 13 – Regie: Ron Howard
- Braveheart* – Regie: Mel Gibson
- Die Brücken am Fluß (The Bridges of Madison County) – Regie: Clint Eastwood
- Leaving Las Vegas – Regie: Mike Figgis

1997
Der englische Patient* (The English Patient) – Regie: Anthony Minghella
- Breaking the Waves – Regie: Lars von Trier
- Larry Flynt – Die nackte Wahrheit (The People vs. Larry Flynt) – Regie: Miloš Forman
- Lügen und Geheimnisse (Secrets & Lies) – Regie: Mike Leigh
- Shine – Regie: Scott Hicks

1998
Titanic* – Regie: James Cameron
- Amistad – Regie: Steven Spielberg
- Der Boxer (The Boxer) – Regie: Jim Sheridan
- Good Will Hunting – Regie: Gus Van Sant
- L.A. Confidential – Regie: Curtis Hanson

1999
Der Soldat James Ryan (Saving Private Ryan) – Regie: Steven Spielberg
- Elizabeth – Regie: Shekhar Kapur
- Gods and Monsters – Regie: Bill Condon
- Der Pferdeflüsterer (The Horse Whisperer) – Regie: Robert Redford
- Die Truman Show (The Truman Show) – Regie: Peter Weir

## 2000er Jahre
2000
American Beauty* – Regie: Sam Mendes
- Das Ende einer Affäre (The End of the Affair) – Regie: Neil Jordan
- Hurricane (The Hurricane) – Regie: Norman Jewison
- Insider (The Insider) – Regie: Michael Mann
- Der talentierte Mr. Ripley (The Talented Mr. Ripley) – Regie: Anthony Minghella

2001
Gladiator* – Regie: Ridley Scott
- Billy Elliot – I Will Dance (Billy Elliot) – Regie: Stephen Daldry
- Erin Brockovich – Regie: Steven Soderbergh
- Ein Hauch von Sonnenschein (Sunshine) – Regie: István Szabó
- Traffic – Macht des Kartells (Traffic) – Regie: Steven Soderbergh
- Die WonderBoys (Wonder Boys) – Regie: Curtis Hanson

2002
A Beautiful Mind – Genie und Wahnsinn* (A Beautiful Mind) – Regie: Ron Howard
- Der Herr der Ringe: Die Gefährten (The Lord of the Rings: The Fellowship of the Ring) – Regie: Peter Jackson
- In the Bedroom – Regie: Todd Field
- The Man Who Wasn’t There – Regie: Joel Coen
- Mulholland Drive – Straße der Finsternis (Mulholland Dr.) – Regie: David Lynch

2003
The Hours – Von Ewigkeit zu Ewigkeit (The Hours) – Regie: Stephen Daldry
- About Schmidt – Regie: Alexander Payne
- Gangs of New York – Regie: Martin Scorsese
- Der Herr der Ringe: Die zwei Türme (The Lord of the Rings: The Two Towers) – Regie: Peter Jackson
- Der Pianist (The Pianist) – Regie: Roman Polański

2004
Der Herr der Ringe: Die Rückkehr des Königs* (The Lord of the Rings: The Return of the King) – Regie: Peter Jackson
- Master and Commander – Bis ans Ende der Welt (Master and Commander: The Far Side of the World) – Regie: Peter Weir
- Mystic River – Regie: Clint Eastwood
- Seabiscuit – Mit dem Willen zum Erfolg (Seabiscuit) – Regie: Gary Ross
- Unterwegs nach Cold Mountain (Cold Mountain) – Regie: Anthony Minghella

2005
Aviator (The Aviator) – Regie: Martin Scorsese
- Hautnah (Closer) – Regie: Mike Nichols
- Hotel Ruanda (Hotel Rwanda) – Regie: Terry George
- Kinsey – Die Wahrheit über Sex (Kinsey) – Regie: Bill Condon
- Million Dollar Baby* – Regie: Clint Eastwood
- Wenn Träume fliegen lernen (Finding Neverland) – Regie: Marc Forster

2006
Brokeback Mountain – Regie: Ang Lee
- Der ewige Gärtner (The Constant Gardener) – Regie: Fernando Meirelles
- Good Night, and Good Luck. – Regie: George Clooney
- A History of Violence – Regie: David Cronenberg
- Match Point – Regie: Woody Allen

2007
Babel – Regie: Alejandro González Iñárritu
- Bobby – Regie: Emilio Estevez
- Departed – Unter Feinden* (The Departed) – Regie: Martin Scorsese
- Little Children – Regie: Todd Field
- Die Queen (The Queen) – Regie: Stephen Frears

2008
Abbitte (Atonement) – Regie: Joe Wright
- American Gangster – Regie: Ridley Scott
- The Great Debaters – Regie: Denzel Washington
- Michael Clayton – Regie: Tony Gilroy
- No Country for Old Men* – Regie: Ethan und Joel Coen
- There Will Be Blood – Regie: Paul Thomas Anderson
- Tödliche Versprechen – Eastern Promises (Eastern Promises) – Regie: David Cronenberg

2009
Slumdog Millionär* (Slumdog Millionaire) – Regie: Danny Boyle
- Frost/Nixon – Regie: Ron Howard
- Der seltsame Fall des Benjamin Button (The Curious Case of Benjamin Button) – Regie: David Fincher
- Der Vorleser (The Reader) – Regie: Stephen Daldry
- Zeiten des Aufruhrs (Revolutionary Road) – Regie: Sam Mendes

## 2010er Jahre
2010
Avatar – Aufbruch nach Pandora (Avatar) – Regie: James Cameron
- Inglourious Basterds – Regie: Quentin Tarantino
- Precious – Das Leben ist kostbar (Precious: Based on the Novel Push by Sapphire) – Regie: Lee Daniels
- Tödliches Kommando – The Hurt Locker* (The Hurt Locker) – Regie: Kathryn Bigelow
- Up in the Air – Regie: Jason Reitman

2011
The Social Network – Regie: David Fincher
- Black Swan – Regie: Darren Aronofsky
- The Fighter – Regie: David O. Russell
- Inception – Regie: Christopher Nolan
- The King’s Speech* – Regie: Tom Hooper

2012
The Descendants – Familie und andere Angelegenheiten (The Descendants) – Regie: Alexander Payne
- The Help – Regie: Tate Taylor
- Hugo Cabret (Hugo) – Regie: Martin Scorsese
- The Ides of March – Tage des Verrats (The Ides of March) – Regie: George Clooney
- Die Kunst zu gewinnen – Moneyball (Moneyball) – Regie: Bennett Miller
- Gefährten (War Horse) – Regie: Steven Spielberg

2013
Argo* – Regie: Ben Affleck
- Django Unchained – Regie: Quentin Tarantino
- Life of Pi: Schiffbruch mit Tiger (Life of Pi) – Regie: Ang Lee
- Lincoln – Regie: Steven Spielberg
- Zero Dark Thirty – Regie: Kathryn Bigelow

2014
12 Years a Slave* – Regie: Steve McQueen
- Captain Phillips – Regie: Paul Greengrass
- Gravity – Regie: Alfonso Cuarón
- Philomena – Regie: Stephen Frears
- Rush – Alles für den Sieg (Rush) – Regie: Ron Howard

2015
Boyhood – Regie: Richard Linklater
- Foxcatcher – Regie: Bennett Miller
- The Imitation Game – Ein streng geheimes Leben (The Imitation Game) – Regie: Morten Tyldum
- Selma – Regie: Ava DuVernay
- Die Entdeckung der Unendlichkeit (The Theory of Everything) – Regie: James Marsh

2016
The Revenant – Der Rückkehrer (The Revenant) – Regie: Alejandro González Iñárritu
- Carol – Regie: Todd Haynes
- Mad Max: Fury Road – Regie: George Miller
- Raum (Room) – Regie: Lenny Abrahamson
- Spotlight* – Regie: Tom McCarthy

2017
Moonlight* – Regie: Barry Jenkins
- Hacksaw Ridge – Die Entscheidung – Regie: Mel Gibson
- Hell or High Water  – Regie: David Mackenzie
- Lion – Der lange Weg nach Hause (Lion)  – Regie: Garth Davis
- Manchester by the Sea  – Regie: Kenneth Lonergan

2018
Three Billboards Outside Ebbing, Missouri – Regie: Martin McDonagh
- Call Me by Your Name – Regie: Luca Guadagnino
- Dunkirk – Regie: Christopher Nolan
- Die Verlegerin (The Post) – Regie: Steven Spielberg
- Shape of Water – Das Flüstern des Wassers* (The Shape of Water) – Guillermo del Toro

2019
Bohemian Rhapsody – Regie: Bryan Singer
- BlacKkKlansman – Regie: Spike Lee
- Black Panther – Regie: Ryan Coogler
- If Beale Street Could Talk – Regie: Barry Jenkins
- A Star Is Born – Regie: Bradley Cooper

## 2020er Jahre
2020
1917 – Regie: Sam Mendes
- The Irishman – Regie: Martin Scorsese
- Joker – Regie: Todd Phillips
- Die zwei Päpste (The Two Popes) – Regie: Fernando Meirelles
- Marriage Story – Regie: Noah Baumbach

2021
Nomadland* – Regie: Chloé Zhao
- The Father – Regie: Florian Zeller
- Mank – Regie: David Fincher
- Promising Young Woman – Regie: Emerald Fennell
- The Trial of the Chicago 7 – Regie: Aaron Sorkin

2022
The Power of the Dog – Regie: Jane Campion
- Belfast – Regie: Kenneth Branagh
- Coda* – Regie: Siân Heder
- Dune – Regie: Denis Villeneuve
- King Richard – Regie: Reinaldo Marcus Green

2023
Die Fabelmans (The Fabelmans) – Regie: Steven Spielberg
- Avatar: The Way of Water – Regie: James Cameron
- Elvis – Regie: Baz Luhrmann
- Tár – Regie: Todd Field
- Top Gun: Maverick – Regie: Joseph Kosinski

2024
Oppenheimer* – Regie: Christopher Nolan
- Anatomie eines Falls – Regie: Justine Triet
- Killers of the Flower Moon – Regie: Martin Scorsese
- Maestro – Regie: Bradley Cooper
- Past Lives – In einem anderen Leben (Past Lives) – Regie: Celine Song
- The Zone of Interest – Regie: Jonathan Glazer

2025
Der Brutalist (The Brutalist) – Regie: Brady Corbet
- Like A Complete Unknown (A Complete Unknown) – Regie: James Mangold
- Dune: Part Two – Regie: Denis Villeneuve
- Konklave (Conclave) – Regie: Edward Berger
- Nickel Boys – Regie: RaMell Ross
- September 5 – The Day Terror Went Live – Regie: Tim Fehlbaum

* = Filmproduktionen, die später den Oscar als Bester Film des Jahres gewannen